# Ancylolomia
Ancylolomia is een geslacht van vlinders van de familie grasmotten (Crambidae), uit de onderfamilie Crambinae.

## Soorten
- A. aduncella Wang & Sung, 1981
- A. agraphella Hampson, 1919
- A. albicostalis Hampson, 1919
- A. arabella Bleszynski, 1965
- A. argentata Moore, 1886
- A. argenteovittata Aurivillius, 1910
- A. atrifasciata Hampson, 1919
- A. auripaleella Marion, 1954
- A. caffra Zeller, 1877
- A. capensis Zeller, 1852
- A. carcinella Wang & Sung, 1981
- A. castaneata Hampson, 1919
- A. cervicella Bleszynski, 1970
- A. croesus Hampson, 1919
- A. chrysargyria Hampson, 1919
- A. chrysographellus (Kollar & Redtenbacher, 1844)
- A. disparalis Hübner, 1825
- A. disparella Hübner, 1817
- A. dives Hampson, 1919
- A. drosogramma Meyrick, 1936
- A. elongata Lucas, 1917
- A. endophaealis Hampson, 1910
- A. felderalla Bleszynski, 1970
- A. fulvitinctalis Hampson, 1919
- A. gracilis Fawcett, 1918
- A. hamatella Wang & Sung, 1981
- A. holochrea Hampson, 1919
- A. indica Felder, 1875
- A. inornata Staudinger, 1870
- A. intricata Bleszynski, 1970
- A. irrorata Hampson, 1919
- A. japonica Zeller
- A. kuznetzovi Bleszynski, 1965
- A. laverna Bleszynski, 1970
- A. lentifascialis Hampson, 1919
- A. likiangella Bleszynski, 1970
- A. locupletella Kollar, 1844
- A. locupletellus (Kollar, 1844)
- A. melanella Hampson, 1919
- A. melanothoracia Hampson, 1919

- A. micropalpella Amsel, 1951
- A. minutella Turati, 1926
- A. mirabilis Wallengren, 1876
- A. nigrifasciata Bassi, 2004
- A. obscurella de Joannis, 1927
- A. ochidea Bleszynski, 1970
- A. ophiralis Hampson, 1919
- A. palpella (Denis & Schiffermüller, 1775)
- A. paraetoniella Turati, 1924
- A. pectinatella Zeller, 1863
- A. pectinatellus (Zeller, 1847)
- A. pectinifera Hampson, 1910
- A. perfasciata Hampson, 1919
- A. planicosta Martin, 1956
- A. prepiella Hampson, 1919
- A. punctistrigellus (Mabille, 1880)
- A. retaxella Bleszynski, 1965
- A. sansibarica Zeller, 1877
- A. saundersiella Zeller, 1863
- A. shafferi Rougeot, 1977
- A. simplella de Joannis, 1913
- A. tabrobanensis Zeller, 1863
- A. taprobanensis Zeller, 1863
- A. tentaculella Hübner, 1796
- A. tripolitella Rebel, 1909
- A. tripunctalis Maes, 2011
- A. umbonella Wang & Sung, 1981
- A. uniformella Hampson, 1895
- A. westwoodi Zeller, 1863